# Ferhat Göçer
Pour les articles homonymes, voir Ferhat.
Ferhat Göçer est un chanteur et chirurgien d'origine kurde de la Turquie, né le 11 mai 1970 à Birecik, Şanlıurfa.

## Duos
- Kalp Kalbe Karşı (avec Aslı Güngör)
- Dön Gel Yeter (avec Aslı Güngör)
- Son Sevdiğim (avec Meyra)

## Vidéo Clips
- Dön Diyemedim
- Çok Yorgunum Kaptan
- Aşkların En Güzeli
- Cennet
- Yolun Açık Olsun
- İsyan
- Gidemem
- Yalan (avec Hüseyin Karadayı)
- Kalp Kalbe Karşı (en duo avec Aslı Güngör)
- Bizim Şarkımız
- Biri Bana Gelsin
- Gül Ki
- Sen Söyle Hayat
- Mihriban (avec Hüseyin Karadayı et Irmak Ünal)
- Aklım Sende Kalır
- Dön Gel Yeter (en duo avec Aslı Güngör)
- Götür Beni Gittiğin Yere